# NGC 2240
NGC 2240 — рассеянное звёздное скопление в созвездии Возничий.
Этот объект входит в число перечисленных в оригинальной редакции «Нового общего каталога».